# 榆树沟 (哈密)
榆树沟，位于中华人民共和国新疆维吾尔自治区哈密市伊州区，曾为石城子河支流，现为独立水系，发源于喀尔力克山南坡，源流为典型的梳妆水系，各支源流由东北向西南，于天山乡榆树沟村汇合，干流自汇合口以下继续向西南约8千米后入榆树沟水库，水库水通过榆树沟渠被引入哈密灌区。余水出库后下行约3千米出山口，出山口后河流呈散流状，在距山口约30千米的312国道以下散失殆尽。河流全长96千米，流域面积646平方千米，年均径流量5016万立方米。